# AES-NI
Advanced Encryption Standard New Instructions (abgekürzt AES-NI) ist eine Erweiterung des x86-Befehlssatzes von Intel- und AMD-Prozessoren. Die Erweiterung beschleunigt die Verschlüsselung und Entschlüsselung des Advanced Encryption Standard. Entwickelt wurde die Befehlssatzerweiterung von Intel im März 2008.
| Assemblerbefehl | Beschreibung                                                                                       |
| --------------- | -------------------------------------------------------------------------------------------------- |
| AESENC          | Führt eine Runde in der AES-Verschlüsselung aus.                                                   |
| AESENCLAST      | Führt die letzte Runde in der AES-Verschlüsselung aus.                                             |
| AESDEC          | Führt eine Runde in der AES-Entschlüsselung aus.                                                   |
| AESDECLAST      | Führt die letzte Runde in der AES-Entschlüsselung aus.                                             |
| AESKEYGENASSIST | Unterstützungsbefehl zur Erzeugung der AES-Rundenschlüssel                                         |
| AESIMC          | Unterstützungsbefehl zur AES-spezifischen Berechnung Inverse Mix Columns                           |
| PCLMULQDQ       | Übertragsfreier Multiplikationsbefehl, welcher im Rahmen der AES-Verschlüsselung Anwendung findet. |

## Software, die die AES-Erweiterung nutzt
- 7-Zip 9.20
- BitLocker
- Boxcryptor[3]
- Cryptography API: Next Generation (ab Windows 7)[4]
- DiskCryptor 0.9
- dm-crypt
- FileVault Version 2
- FreeBSDs OpenCrypto-API
- Linux Cryptographic API
- mbed TLS
- OpenBSD ab 4.8[5] und ab Version 4.9[6] der komplette Befehlssatz
- OpenSSL 1.0.1
- OPNsense
- Oracle Database 11g Release 2 Patchset 1 (11.2.0.2) Transparent Data Encryption[7]
- Parallels Desktop für Mac 6
- pfSense
- PGP Desktop 10.1.0+ (nur Windows)
- Solaris (ab Solaris 10 8/10)[8]
- Synology DSM[9]
- The Bat 4.3
- Tor[10]
- TrueCrypt 7.0
- VeraCrypt, allerdings nicht zur Generierung von Keys[11]
- VMware Workstation 7.1
- Oracle VirtualBox 5.0[12]
- WinRAR 4.01